# Lismore Airport
Lismore Airport är en flygplats i Australien. Den ligger i kommunen Lismore Municipality och delstaten New South Wales, i den sydöstra delen av landet, omkring 590 kilometer norr om delstatshuvudstaden Sydney.
Närmaste större samhälle är Lismore, nära Lismore Airport.
Omgivningarna runt Lismore Airport är en mosaik av jordbruksmark och naturlig växtlighet. Runt Lismore Airport är det ganska glesbefolkat, med 38 invånare per kvadratkilometer. Genomsnittlig årsnederbörd är 1 776 millimeter. Den regnigaste månaden är januari, med i genomsnitt 298 mm nederbörd, och den torraste är oktober, med 39 mm nederbörd.